# 1578 Kirkwood
1578 Kirkwood este o planetă minoră (asteroid), cu un diametru de 47,077 km, din centura de asteroizi. A fost descoperită pe 10 ianuarie 1951 la Observatorul Goethe Link⁠(d) de Indiana Asteroid Program⁠(d) și a fost numită după Daniel Kirkwood⁠(d). 
Obiectul prezintă o orbită caracterizată de o semiaxă mare de 3,9228172 UAi, o excentricitate de 0,24, o înclinație de 0,8 ° în raport cu ecliptica.